# Município de Harmony (condado de Morrow, Ohio)
O município de Harmony (em inglês: Harmony Township) é um município localizado no condado de Morrow no estado estadounidense de Ohio. No ano de 2010 tinha uma população de 2.626 habitantes e uma densidade populacional de 42,35 pessoas por km².

## Geografia
O município de Harmony encontra-se localizado nas coordenadas 40° 27′ 58″ N, 82° 46′ 26″ O. Segundo a Departamento do Censo dos Estados Unidos, o município tem uma superfície total de 62.01 km², da qual 61.93 km² correspondem a terra firme e (0.13%) 0.08 km² é água.

## Demografia
Segundo o censo de 2010, tinha 2.626 pessoas residindo no município de Harmony. A densidade populacional era de 42,35 hab./km².